# Westland Whirlwind (helicóptero)
El helicóptero Westland Whirlwind fue una versión británica construida bajo licencia del Sikorsky S-55/H-19 Chickasaw estadounidense. Sirvió con el Arma Aérea de la Flota de la Marina Real en tareas de búsqueda y rescate y antisubmarinas.

## Diseño y desarrollo
En 1950, Westland Aircraft, que ya estaba construyendo el Sikorsky S-51 estadounidense bajo licencia como Westland Dragonfly, compró los derechos para fabricar y vender el más grande Sikorsky S-55. Aunque una aeronave patrón construida por Sikorsky fue volada por Westland en junio de 1951, convertir el diseño a los estándares británicos (incluyendo la provisión de una caja del rotor principal revisada) llevó mucho tiempo, y la primera aeronave prototipo británica, matriculada G-AMJT y propulsada por el motor Pratt & Whitney R-1340-40 Wasp de 600 hp, no voló hasta agosto de 1953. Fue seguida por diez Whirlwind HAR.1, que entraron en servicio poco después. Sirvieron en tareas no combativas, incluyendo búsqueda y rescate y funciones de comunicaciones. El HAR.3 poseía un motor mayor Wright R-1300-3 Cyclone 7 de 700 hp.
Las prestaciones de las primeras versiones estaban limitadas por la potencia de los motores estadounidenses Wasp o Cyclone, y, en 1955, el HAR.5, propulsado por un motor repotenciado, el Alvis Leonides Major, voló por primera vez. Este modelo fue seguido por el similarmente propulsado HAS.7, que se convirtió en el primer helicóptero británico diseñado para la guerra antisubmarina en primera línea, cuando entró en servicio en 1957. Podía ser equipado tanto con un sonar sumergible para la detección submarina como con un torpedo, pero no podía llevarlos simultáneamente, así que los "Hunter" (cazador) equipados con sonar fueron usados para guiar a los "Killer" (asesino) armados con torpedo. El HAS.7 estaba propulsado por un motor radial Alvis Leonides Major 755/1 de 560 kW (750 hp). Poseía un techo en estacionario de 2900 m (9400 pies) y un alcance de 537 km a 138 km/h.
En 1960, Westland introdujo un Whirlwind propulsado por el turboeje Bristol Siddeley Gnome de 1000 hp, proporcionando la mayor potencia unas prestaciones muy mejoradas respecto las anteriores versiones; los helicópteros que recibieron esta modificación fueron designados HAR.9. El Gnome presentaba uno de los primeros sistemas de combustible controlados por ordenador que eliminaba las variaciones en la potencia del motor y hacía el manejo mucho más fácil para el piloto.
Se construyeron más de 400 Whirlwind, de los que alrededor de 100 ejemplares fueron exportados a clientes extranjeros.

## Historia operacional
El 848 Naval Air Squadron del Arma Aérea de la Flota de la Marina Real fue el primer escuadrón en recibir el HAR.1, que reemplazó a los modelos Whirlwind HAR.21 construidos por Sikorsky, en las tareas de búsqueda y rescate, desde julio de 1954. Después de entrar en servicio con la Marina Real, el modelo también lo hizo con la Real Fuerza Aérea y la Marina Nacional francesa, que recibió 37 Whirlwind HAR.2 entre 1954 y 1957.
La Fuerza de Búsqueda y Rescate de la RAF usaba Whirlwind pintados totalmente de amarillo para rescatar gente en apuros alrededor de la costa del Reino Unido. Los helicópteros Westland Wessex y finalmente los Westland Sea King complementaron más tarde y acabaron sustituyendo a los Whirlwind en esta tarea.

## Variantes

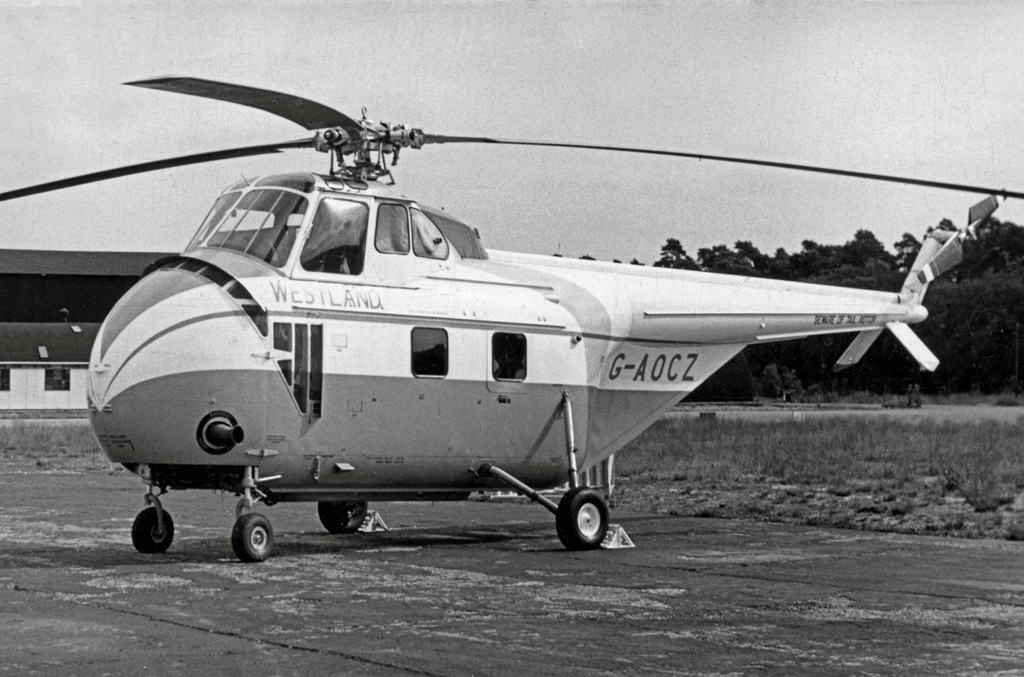
Demostrador del Whirlwind Series 1 equipado con P&W R-1340 en 1955.

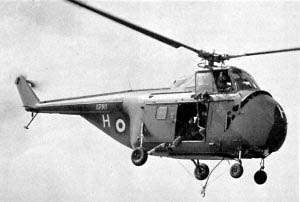
Whirlwind de la Marina Real.

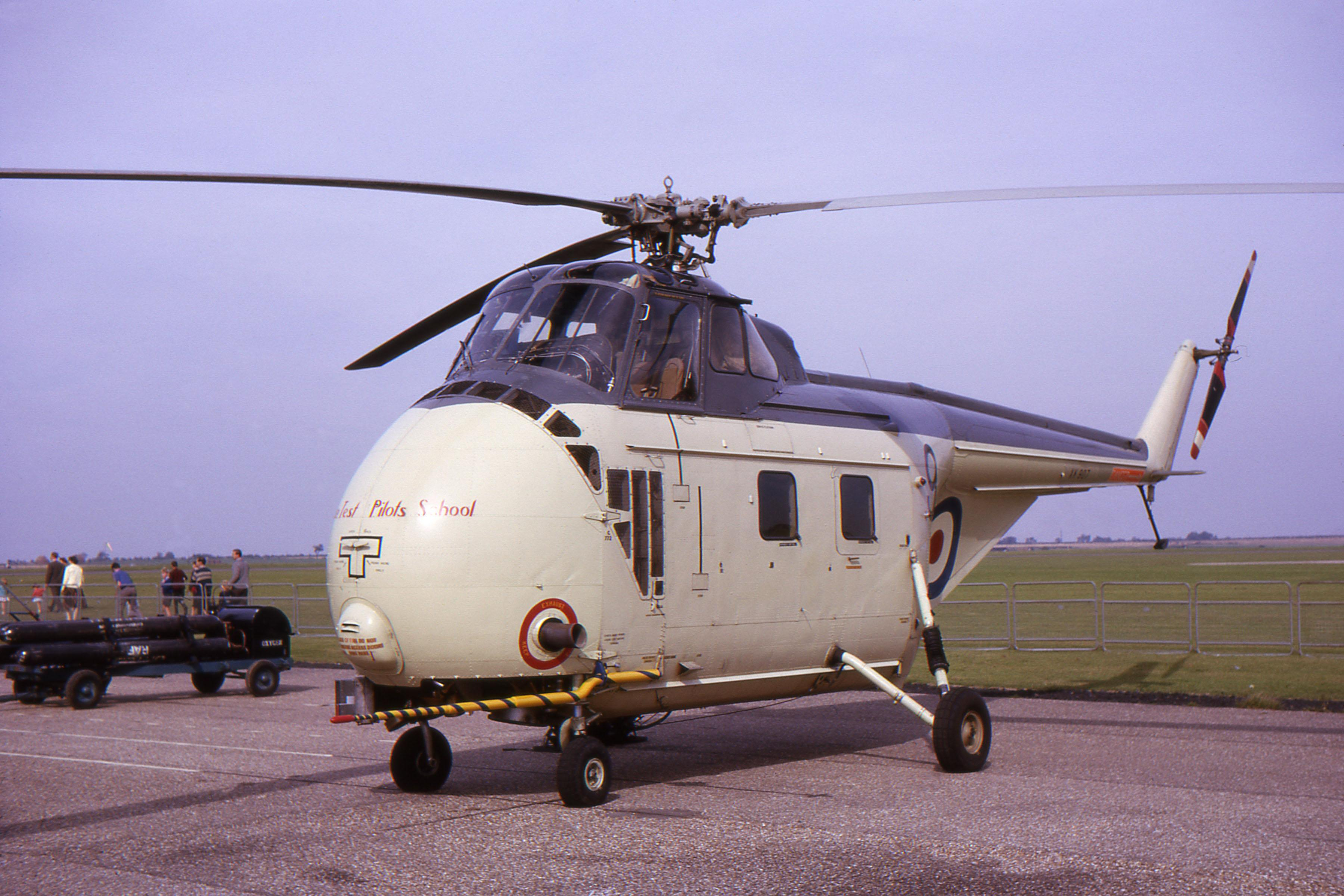
Whirlwind HAS.7 de la Escuela del Empire Test Pilots.

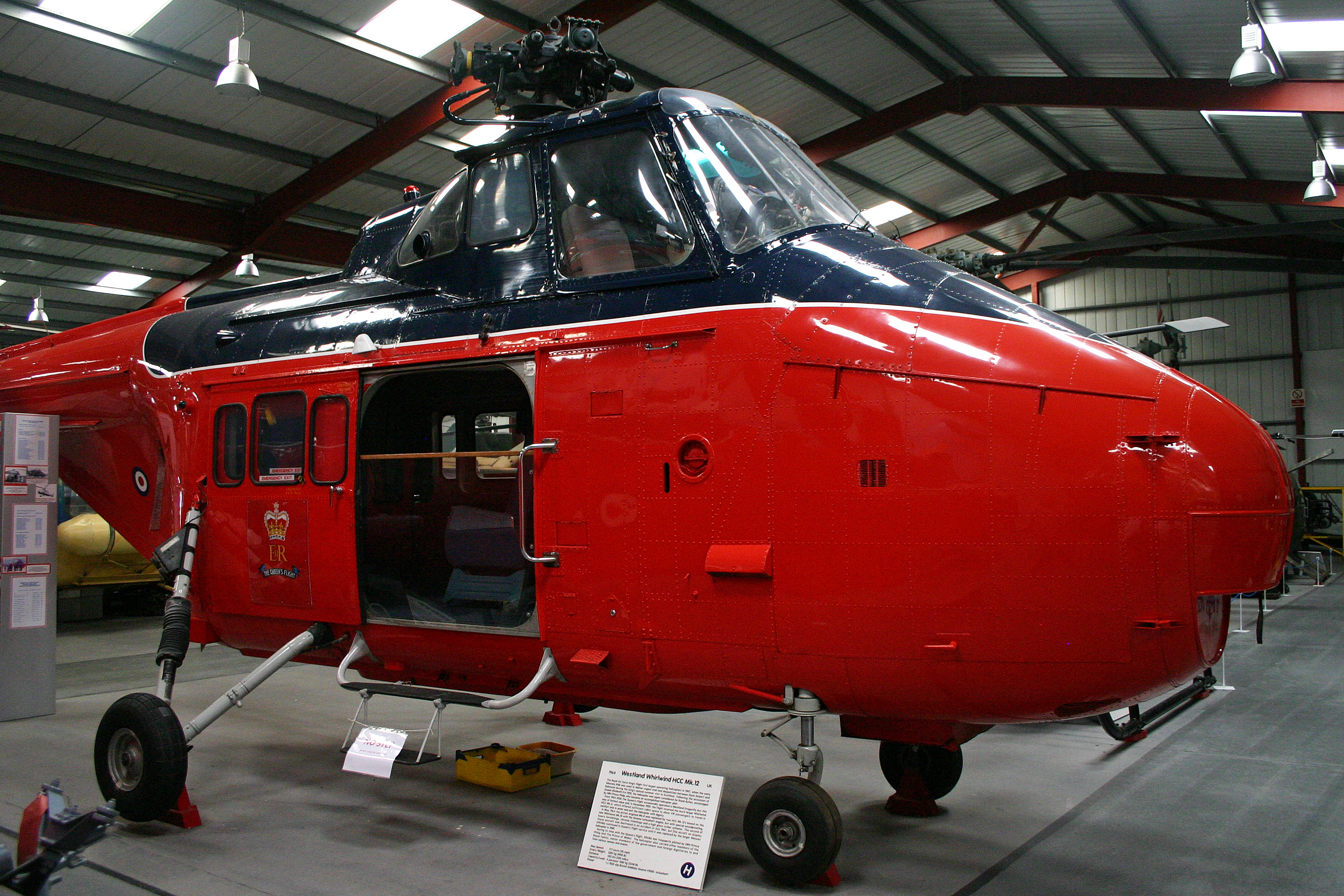
Whirlwind HCC.12 del Real Destacamento.

WS-55 Series 1
Helicópteros de transporte con motor estadounidense (Pratt & Whitney R-1340-40 Wasp) de uso militar y civil, 44 construidos.
WS-55 Series 2
Motor Alvis (Alvis Leonides Major 755), uso civil, 19 construidos.
WS-55 Series 3
Turboeje Gnome (Bristol Siddeley Gnome 101), uso civil, 5 construidos.
HAR.1
Servicio con la Marina Real (RN), búsqueda y rescate, 10 construidos.
HAR.2
Servicio con la Real Fuerza Aérea (RAF) desde 1955, 33 construidos.
HC.2
Servicio con la RAF.
HAR.3
Servicio con la RN, motor Wright R-1300 Cyclone 7, 25 construidos.
HAR.4
HAR.2 mejorado para condiciones "alto y cálido", servicio con la RAF, 24 construidos.
HAR.5
Motor Alvis Leonides Major y botalón de cola rebajado 3 grados para aumentar la luz del rotor principal, servicio con la RN, 3 construidos.
HAR.6
Un ejemplar ordenado con motor Turbomeca Twin Turmo, pero completado como HAR.5.
HAR.7
Servicio con la RN, 40 construidos, 6 convertidos a HAR.9.
HAS.7
Tareas antisubmarinas (o un torpedo) con la RN, 89 construidos, 12 usados como transportes de los Royal Marines, 6 convertidos a HAR.9.
HCC.8
Transporte del Real Destacamento, VVIP, 2 construidos, más tarde convertidos a HAR.10.
HAR.9
12 conversiones de HAS.7 y HAR.7 con una turbina de gas Bristol Siddeley Gnome reemplazando al motor Leonides Major, servicio con la RN.
HC.10
Servicio con la RAF.
HAR.10
Propulsado por turboeje Bristol Siddeley Gnome, servicio con la RAF, transporte y búsqueda y salvamento, 68 construidos.
HCC.12
Real Destacamento, 2 construidos.
Los números de modelo de los ejemplares de evaluación de construcción estadounidense fueron:
HAR.21
Equivalente al HRS-2 de los Marines estadounidenses, rescate, 10 construidos por Sikorsky.
HAS.22
Equivalente al HO4S-3, antisubmarino, 15 construidos por Sikorsky.

## Operadores

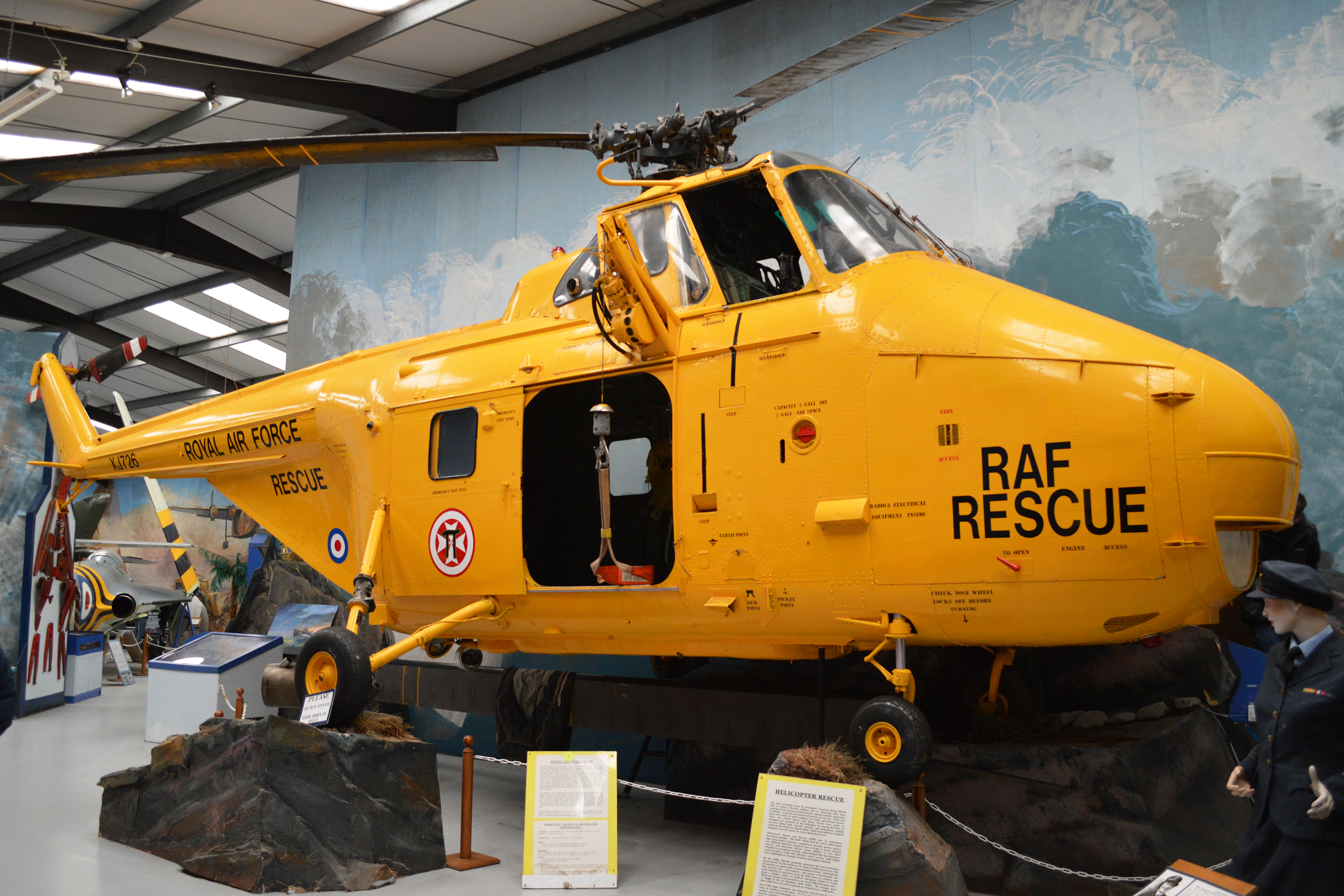
XJ726, HAR.10 usado por la Real Fuerza Aérea.

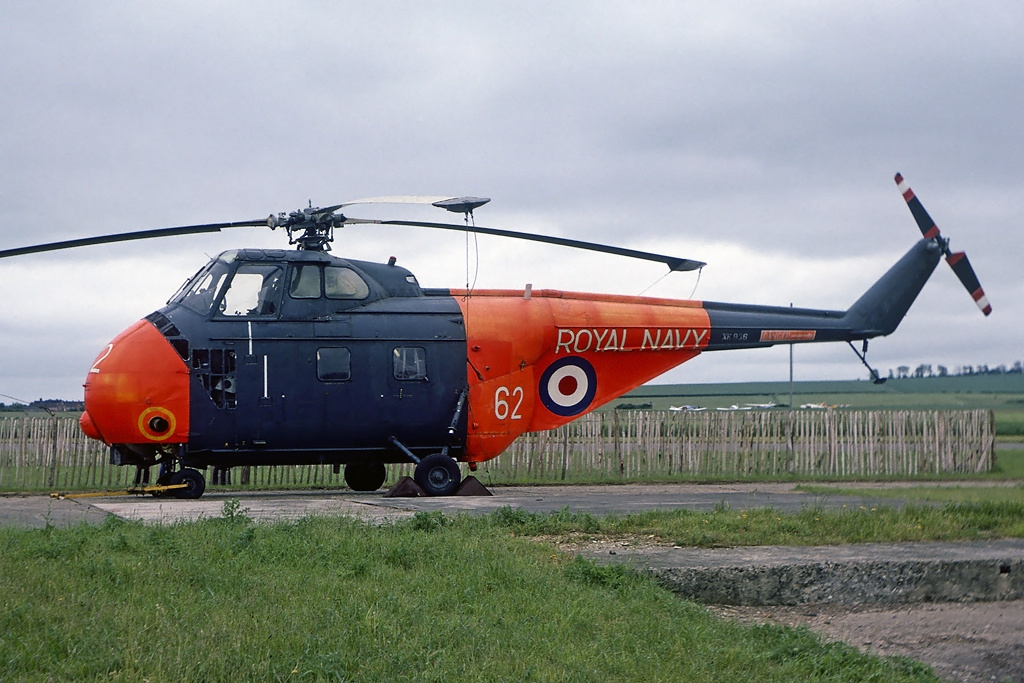
XK936, HAS.7 usado por la Marina Real.

### Militares
Austria
 Brasil
 Brunéi
 España
- Ejército del Aire: cuatro unidades adquiridas en 1962.[14]

 Francia
 Ghana
 Irán
 Italia
 Kuwait
 Nigeria
 Catar
 Reino Unido
 Yugoslavia
- 19 helicópteros.[21][22]

### Civiles
Reino Unido

## Supervivientes

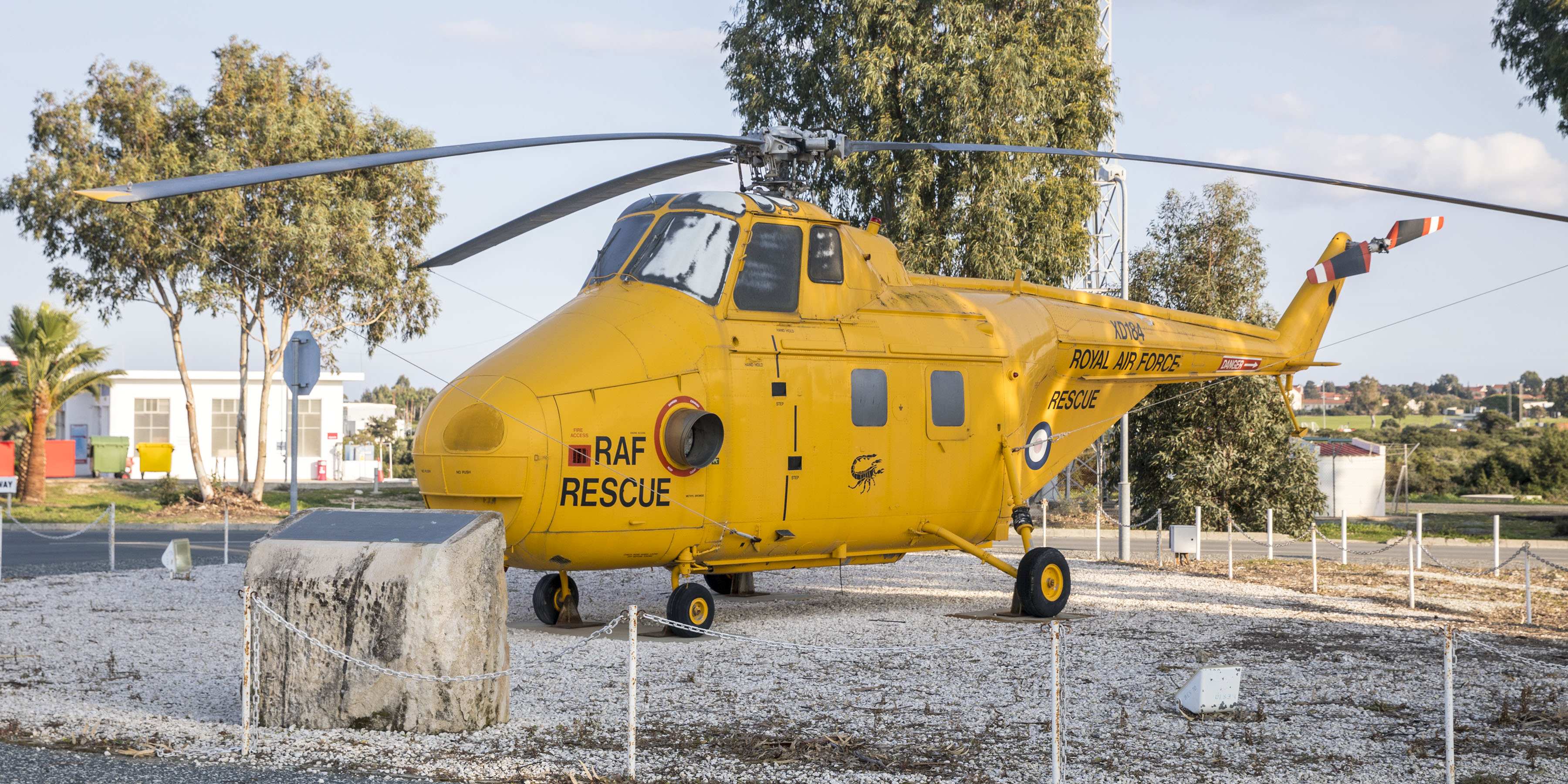
Whirlwind (XD184), anteriormente del 1563 Flt y del No. 84 Squadron, en RAF Akrotiri, Chipre.

### Alemania
- XD186: HAR.10 en exhibición estática en Flugausstellung Hermeskeil en Hermeskeil, Renania-Palatinado.[26]
- XP352: HAR.10 en exhibición estática en Flugausstellung Hermeskeil en Hermeskeil, Renania-Palatinado.[26]

### Chipre
- XD184: HAR.10 en exhibición estática en RAF Akrotiri como "guardián de puerta".[27]

### Países Bajos
- XG576: HAR.3 en exhibición estática en PS Aero en Baarlo, Limburg.[28][29]

### Reino Unido
- WA.113: Series 3 en exhibición estática en el The Helicopter Museum en Weston-super-Mare, Somerset.[30][31]
- WA.298: Series 3 en exhibición estática en el Museo del Aire Midland en Baginton, Warwickshire.[32][33]
- WV198: HAR.21 en exhibición estática en el Solway Aviation Museum en Crosby-on-Eden, Cumbria.[34][35]
- XA864: HAR.1 almacenado en el Fleet Air Arm Museum en Yeovil, Somerset.[36]
- XA870: HAR.1 en exhibición estática en el South Yorkshire Aircraft Museum en Doncaster, Yorkshire del Sur. Propiedad del Yorkshire Helicopter Preservation Group.[37]
- XD163: HAR.10 en exhibición estática en el The Helicopter Museum en Weston-super-Mare, Somerset.[38]
- XG574: HAR.3 en exhibición en el Fleet Air Arm Museum en Yeovil, Somerset.[39]
- XG588: Series 3 en exhibición estática en el East Midlands Aeropark en Castle Donington, Leicestershire.[40]
- XG594: HAS.7 almacenado en el Fleet Air Arm Museum en Yeovil, Somerset.[41]
- XJ398: HAR.10 en exhibición estática en el South Yorkshire Aircraft Museum en Doncaster, Yorkshire del Sur. Propiedad del Yorkshire Helicopter Preservation Group.[37]
- XJ723: HAR.10 en exhibición estática en el Morayvia en Kinloss, Moray.[42]
- XJ726: HAR.10 en exhibición estática en el Caernarfon Airworld Museum en Dinas Dinlle, Gwynedd.[43][44]
- XJ729: HAR.10 en estado de vuelo con Historic Helicopters en Crewkerne, Somerset.[45]
- XK936: HAS.7 en exhibición estática en el Museo Imperial de Guerra de Duxford en Duxford, Cambridgeshire.[46][47]
- XK940: HAS.7 en exhibición estática en el The Helicopter Museum en Weston-super-Mare, Somerset.[48]
- XL853: HAS.7 almacenado en el Fleet Air Arm Museum en Yeovil, Somerset.[49]
- XL875: HAR.9 en el Air Service Training en Perth.[29]
- XN258: HAR.9 en exhibición estática en el North East Land, Sea and Air Museums en Sunderland, Tyne and Wear.[50]
- XN304: HAS.7 en exhibición estática en el Norfolk and Suffolk Aviation Museum en Flixton, Suffolk.[51]
- XN380: HAS.7 en restauración para exhibición estática en el RAF Manston History Museum en Ramsgate, Kent.[52]
- XN386: HAS.9 en exhibición estática en el South Yorkshire Aircraft Museum en Doncaster, Yorkshire del Sur. Propiedad del Yorkshire Helicopter Preservation Group.[37]
- XP299: HAR.10 en exhibición estática en el Museo de la Real Fuerza Aérea Británica de Londres en Londres.[53][54]
- XP345: HAR.10 en exhibición estática en el South Yorkshire Aircraft Museum en Doncaster, Yorkshire del Sur. Propiedad del Yorkshire Helicopter Preservation Group.[37]
- XP346: HAR.10 en exhibición estática en el All Things Wild en Evesham, Worcestershire.[55][56]
- XP355: HAR.10 en exhibición estática en el City of Norwich Aviation Museum en Horsham St Faith, Norfolk.[57]
- XR453: HAR.10 en exhibición estática en RAF Odiham en Odiham, Hampshire.[58]
- XR485: HAR.10 en exhibición estática en el Norfolk and Suffolk Aviation Museum en Flixton, Suffolk.[51]
- XR486: HCC.12 en exhibición estática en el The Helicopter Museum en Weston-super-Mare, Somerset.[30][59]

## Especificaciones (Whirlwind HAS.7)
Referencia datos: Westland Aircraft since 1915

### Características generales
- Tripulación: Dos
- Longitud: 12,7 m (41,7 ft)
- Diámetro rotor principal: 16,2 m (53 ft)
- Altura: 4,8 m (15,6 ft)
- Área circular: 204,9 m² (2205,6 ft²)
- Peso vacío: 2718 kg (5990,5 lb)
- Peso máximo al despegue: 3538 kg (7797,8 lb)
- Planta motriz: 1× motor radial de 14 cilindros en dos filas refrigerado por aire Alvis Leonides Major 755.
  - Potencia: 560 kW (772 HP; 762 CV)

### Rendimiento
- Velocidad máxima operativa (Vno): 175 km/h (109 MPH; 94 kt)
- Alcance: 538 km (290 nmi; 334 mi)
- Techo de vuelo: 4000 m (13 123 ft)
- Régimen de ascenso: 4,6 m/s (906 ft/min)

### Armamento
- Otros: 

  - 1x torpedo Mark 30 o Mark 44, o equivalente en cargas de profundidad (llevado en lugar del sonar sumergible)

## Aeronaves relacionadas

### Desarrollos relacionados
- Sikorsky H-19 Chickasaw
- Sikorsky H-34
- Westland Wessex

### Aeronaves similares
- Harbin Z-5
- Mil Mi-4

### Secuencias de designación
- Secuencia Z._ (Helicópteros del Ejército del Aire español (1954-1978)): Z.1/A/C/B - Z.2 - XZ.3 - XZ.4 →
- Secuencia H._ (Helicópteros del Ejército del Aire español, 1978-presente): H.1/A/C/B - H.2 - H.4 - HE.7/B/A →